# Коимбра
Коимбра (порт. Coimbra) је четврти по величини и значају град у Португалији, смештен у њеном средишњем делу. Град је седиште истоименог округа Коимбра, као и историјске области Беире.
Коимбра је позната по веома цењеном Универзитету у Комбри, једном од најстаријих универзитета у свету (основан 1290. г.) и најстаријем универзитету португалског језичког подручја. Град је има и веома добро очувано старо градско језгро са много цркава и старих здања, па је и важно туристичко одредиште у Португалији. Такође, у овом граду се налази и фудбалски клуб Академика.

## Географија
Град Коимбра се налази у северозападном делу Португалији. Од главног града Лисабона град је удаљен 210 km северно, а од Портоа удаљен је 120 km јужно.
Рељеф: Коимбра се налази у брежуљкастом подручју западног дела Иберијског полуострва. Западно од града почиње приобална равница Беира, док се источно тло лагано уздиже у планину Естрелу. Дато подручје је плодно и густо насељено. Надморска висина града се креће од 25 до 140 m.
Клима: Клима у Коимбри је блага умерено континентална клима са значајним утицајем Атлантика и Голфске струје (веће количине падавина).
Воде: Коимбра лежи на реци Мондежо, која на датом месту излази из долинског у равничарско подручје.

## Историја
Град има дугу историју, а дато подручје је насељено још у праисторији. У 1. веку п. н. е. подручје је запосео стари Рим. За време Римљана на датом месту образован град Еминијум (лат. Aeminium). У 4. веку ту основана важна ранохришћанска архиепископија на подручју данашње Португалије.
У првим вековима средњем века дошло је до пометње у датом подручју Иберијског полуострва, па градом и околином владају прво германско племе Свеви, па Визиготи, па Арапи (Маври). 1064. г. хришћански владари Леона су повратили град и започели радње поновног уздизања града у верско средиште. Коимбра је у саставу Португалије, од њеног оснивања 1147. године, а првих 100 година била је престоница државе (до 1255. године, када то место уступа Лисабону). За тадашњи развој града битно је напоменути да је Коимбра била важно средиште црква, која је 1290. године основала и универзитет, један од најстаријих у Западном свету.
Током португалских поморских открића и колонизације Бразила Коимбра се наметнула као средиште уметности у Португалији. Град у то доба доживљава процват. Међутим, почетком 19. века дошло је до краткотрајне окупације града од страна Наполеонове Француске.
У 20. веку град се развио као једно од главних градских средишта Португалије.

## Становништво
| 1960.   | 1981.   | 1991.   | 2001.   | 2008.   | 2011.   |
| ------- | ------- | ------- | ------- | ------- | ------- |
| 106.404 | 138.930 | 139.052 | 148.443 | 135.314 | 143.052 |

По последњих проценама из 2011. године општина Коимбра има око 143 хиљаде становника, од чега око 101 хиљада живи на градском подручју. Међутим, метрополитенско подручје града је знатно веће - око 430 хиљада становника.
Последњих година број становника расте брже од државног просека.

## Партнерски градови
- Макао
- Сантијаго де Компостела
- Еш сир Алзет
- Дили
- Екс ан Прованс
- Куритиба
- Фес
- Јарослављ
- Mindelo
- Падова
- Поатје
- Саламанка
- Сантос
- Беира
- Сао Пауло
- Сарагоса
- Кембриџ
- Санта Клара

## Галерија
- Нова саборна црква Коимбре
- Један од градских тргова
- Универзитет у Коимбри
- Главна пешачка улица